# Albánská pravoslavná církev
Albánská pravoslavná církev (albánsky Kisha Ortodokse Autoqefale e Shqipërisë) je autokefální místní církev (autokefální arcibiskupství) sdružující pravoslavné věřící na území Albánie. 

## Autokefalita
Je 13. v pořadí v diptychu autokefálních místních církví Konstantinopolského patriarchátu a 12. v pořadí diptychu Moskevského patriarchátu. Vytvořena byla v roce 1922, ekumenickým patriarchátem uznána v roce 1937.

## Věřící
V roce 2012 měla APC 700 000 věřících. Převážná většina pravoslavných obyvatel Albánie žije v jižní části země (ve střední a severní části převažuje islám).

## Arcibiskup
Arcibiskupem tiranským a celé Albánie je Anastasios (arcibiskup tiranský).